# البليد (عمان)
البليد موقع أثري قديم، يقع على الشريط الساحلي لمدينة صلالة بمنطقة الحافة في محافظة ظفار جنوب سلطنة عمان على مسافة قريبة جدا من ساحل المحيط الهندي. يعد من أهم المواقع الأثرية في عمان نظرًا لمكانته عبر التاريخ وماضيه القديم، وهو اليوم أحد أهم المزارات التاريخية الثقافية ويضم متحف أرض اللبان، ومسجل في قائمة اليونسكو للتراث العالمي في المناطق التابعة لطريق اللبان.

## التاريخ
يعود تاريخ مدينة البليد إلى العصر البرونزي (2500 قبل الميلاد)، واكتسب بعد الإسلام طرازا معماريا فريدا، الذي تجلى من خلال مسجده الكبير المسمى (جامع البليد) أحد أبرز المساجد القديمة في عمان ويحتوي على 144 عمود و7 بوابات رئيسية.
في القرن الثامن وحتى القرن السادس عشر كان الموقع ميناءً تجاريًا مهمًا، مما مكنه من تصدير اللبان من ظفار إلى الخارج. كما يحتوي الموقع على العديد من المعالم البارزة أهمها الحصن الرئيسي الذي كان مقراً ومسكناً للحاكم ويضم بوابة رئيسية واحدة وثلاثة أبراج دفاعية، وقد كشفت التنقيبات التي جرت في 2015، عن وجود مبنى آخر خلف الحصن يعتقد أنه يعود لحاشية الحاكم، فالحاكم كان يعيش في الحصن بينما حاشيته في المنطقة الخلفية.
يضم الموقع أيضا الجدار الجنوبي الذي يحتوي على 17 برج دفاع و4 كاسرات أمواج مما يشير إلى قوة وأهمية هذه المدينة. تبلغ مساحة الموقع الإجمالية حوالي 64 هتكارا، ويضم شواهد أثرية تنتمي غالبيتها إلى العصور الإسلامية، أما في الجانب الغربي منه فتوجد مبان ضخمة ومقابر وبقايا جدران حجرية وأعمدة ظاهرة على السطح.

## في العصر الحديث
اكتشف علماء الآثار الأوروبيون الموقع منذ ثلاثينات القرن التاسع عشر الميلادي، فقد زاره هاينز وتلاه كروتندن عام 1836 وكارتر في الفترة 1846ـ1851 ومايلز في ثمانينات القرن التاسع عشر وغيرهم. وكان البليد مهجورا عندما وصفه عالم الآثار الإنجليزي هوارد كارتر الذي كان أول من قام بإعداد مخطط منظم للموقع عام 1846 أشار فيه إلى بعض المباني الرئيسية مثل سور المدينة الجنوبي وبعض الأبراج ورسم حدود الموقع في المنطقة الواقعة بين الدهاليز والحافة بمساحة تصل إلى ميلين طولا وبعرض 600 ياردة، كما عثر على أدلة تشير إلى أن البليد والمنطقة المحيطة بها كانت مأهولة بعدد كبير من السكان سابقا وشهدت وجود نشاط زراعي واسع.
في عام 2009 نفذ مسح أثري شامل في محافظة ظفار وشمل مدينة البليد والمنطقة المحيطة بها، وأشارت النتائج بأن أقدم البقايا الأثرية التي عثر عليها تعود إلى العصر الحجري القديم بين مليون إلى 10 آلاف عام ودل عليها الأدوات المكتشفة والمصنوعة من حجر الصوان والمتناثرة على طول خط الأنهار القديمة.